# 前橋市民球場
前橋市民球場（まえばししみんきゅうじょう）は、群馬県前橋市の前橋総合運動公園内にある野球場。施設は前橋市が所有している。

## 概要
1980年開場。
2019年4月より、命名権契約による「グレースイン前橋市民球場」の愛称が使用されている（当初は3年契約だったが、2022年にさらに3年契約が延長された）。
開場当時の球場規格は両翼91.0mであったが、2029年（2020年時点では2028年だったが、新型コロナウイルス感染症により、1年後に変更された）に群馬県での開催が予定されている国民体育大会に向け、硬式野球競技の開催を可能とするために両翼を100.0mに拡張する改修工事が2020年から2021年にかけて実施された。

## 使用チーム
独立リーグ・BCリーグのチームである群馬ダイヤモンドペガサスが発足以来主要使用球場の一つとしている。2014年にチームは高崎市城南野球場を本拠地と定めたが、それ以降に群馬が出場したグランドチャンピオンシップ（2014年・2016年・2018年）の主催試合はすべて当球場で開催されている。上記の改修工事期間と重なる2020年と2021年には公式戦の開催がなかった。
前橋市街地から8km離れた住宅地にあるため、BCリーグでのナイター使用時は20時以降の鳴り物禁止や、21時10分以降は新しいイニングに入らない等独自ルールが存在する（鳴り物に関しては、新型コロナウイルス感染症流行以降は、時間によらず「マスクを外して音を出すものの使用」が禁止された）。

## 施設概要
- 両翼：100.0m、中堅：122.0m
- 内野：クレー、外野：天然芝
- スコアボード：磁気反転式
- 照明設備：6基
- 収容人員：13,107人

## 交通
- JR前橋駅からタクシー20分。
- JR前橋駅からバス「日赤病院前」経由で約30分、「運動公園入口」下車徒歩10分。
- 群馬県庁前からバス「中央前橋駅」経由で約30分、「運動公園前」下車。
- 最寄り駅は両毛線の駒形駅だが、駅から球場までは約4.2kmある。